# I'm on My Way (Gotthard)
I'm on My Way è il quarto e ultimo singolo estratto da Dial Hard, il secondo album in studio della rock band svizzera Gotthard.
Si tratta di una power ballad che descrive gli aspetti e le difficoltà di una vita continuamente on the road. A tal proposito, è stato girato un video musicale che mostra i Gotthard impegnati in tour in giro per il mondo.
Negli anni, la canzone è stata eseguita nei concerti soprattutto in chiave acustica, come ad esempio nell'album D-Frosted o nel DVD More Than Live.

## Tracce
Tutte le canzoni sono state composte da Steve Lee, Leo Leoni e Chris von Rohr.
CD-Maxi Ariola 74321-21428-2
1. I'm on My Way – 5:58
2. Love for Money (Live) – 4:01
3. Mountain Mama (Live) – 4:21